# Verein der deutschsprachigen Lehrer in Chile
Der Verein der deutschsprachigen Lehrer in Chile (VdLiCh) wurde 1903 gegründet mit dem Ziel der kulturellen Zusammenarbeit zwischen Chile und Deutschland. Er arbeitet bei der Betreuung seiner aus Deutschland entsandten Mitglieder mit der Botschaft zusammen, bietet Fortbildungen und Konferenzen zu Themen wie Deutsch als Fremdsprache und Deutsch im Fachunterricht an und organisiert Veranstaltungen zur Förderung der Deutschen Sprache und Kultur an den Deutschen Schulen in Chile. Gemeinsam mit dem Deutsch-Chilenischen Bund (DCB) organisiert der VdLiCh regelmäßige Schüleraustauschaktivitäten mit Deutschland.

## Zusammenarbeit
Ein Bestandteil der Vereinsarbeit ist die Zusammenarbeit mit anderen Institutionen der deutsch-chilenischen Gemeinschaft.
Der VdLiCh pflegt traditionell gute Beziehungen zur Deutschen Botschaft Santiago. Dies zeigt sich insbesondere bei der Betreuung der aus Deutschland entsandten Lehrkräfte. Der Chilenische Deutschlehrerverband (AGPA) und der VdLiCh arbeiten bei der Organisation gemeinsamer Deutschlehrerkongresse zusammen. Diese Veranstaltung soll nun wieder unter gemeinsamer Federführung mit dem Goethe-Institut ins Leben gerufen werden. Der Senior Expert Service (SES) vermittelt pensionierte Experten in die ganze Welt. Gemeinsam mit dem DCB wird einmal im Jahr ein Schüleraustausch durchgeführt. In Zusammenhang mit diesem Ereignis bietet der VdLich eine Einführungsveranstaltung für die beteiligten Schüler und Lehrer an. VdLiCh und das Deutsche Lehrerbildungsinstitut Wilhelm von Humboldt (LBI) bemühen sich um die Vermittlung und den Einsatz zeitgemäßer pädagogischer Mittel.